# Playboy
Playboy é uma revista de entretenimento erótico direcionada para o público masculino. Foi fundada em 1953 por Hugh Hefner. A primeira edição norte-americana teve na capa a atriz Marilyn Monroe, sendo levada curiosamente às bancas sem número na capa da edição, pois seu criador não tinha certeza de sua continuação. Na época de seu lançamento, a revista destacou-se como pioneira na exibição de fotografias de mulheres nuas.
Todo mês, a revista Playboy apresenta a seus leitores uma estrela principal: a capa da revista, a playmate do mês, bem como uma entrevista e reportagens sobre assuntos diversos do universo masculino.
O símbolo da Playboy é um coelho, pois segundo Hefner o coelho é como o playboy do mundo animal, por se tratar de um animal sofisticado.
A revista possui edições internacionais em vários países. No Brasil, foi publicada pela Editora Abril de 1975 até 2015 e será publicada pela PBB Entertainment a partir de 2016. Em Portugal, foi publicada entre 2009 e 2010 pela Frestacom, de 2012 a 2013 pela Media Page, e desde 2015 pela editora Black Rabbit.
Entre março de 2016 e fevereiro de 2017, a Playboy não teve estampada em suas páginas, as belas e despidas mulheres. O motivo estava na tecnologia. Segundo o chefe executivo da companhia, Scott Flanders, as pessoas podem facilmente ter acesso às imagens de cunho sexual e de graça através da internet. Em 2017 voltaram as fotografias de mulheres nuas.
Sua circulação caiu de 5,6 milhões de exemplares vendidos na década de 1970, para apenas 800 mil exemplares atualmente. Com a queda dos números, a revista perdeu seu valor comercial e relevância cultural. Suas próximas edições contará com poses provocantes e sensuais de belas mulheres, porém não totalmente nuas.

## Criação

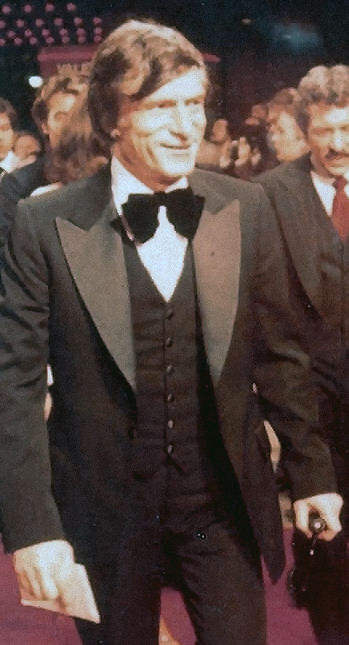
Hugh Hefner, fundador da Playboy.

Em 1953, Hugh Hefner, então diretor de circulação da revista Children’s Activities, decidiu criar uma revista para o público masculino que refletisse o pensamento dos jovens adultos da época, especialmente porque Hefner pensava que publicações para homens tratavam de diversos tópicos, menos as mulheres. Parte de sua inspiração foi ver a popularidade de publicações com pin-ups no Exército quando Hefner serviu na década anterior. Hefner acreditava que mesmo que o público fosse atraído pelas beldades da publicação, manter-se-ia fiel especialmente pelo conteúdo jornalístico.
Para criar sua revista, Hefner angariou US$ 8 mil empenhando os móveis de seu apartamento e pedindo dinheiro a amigos e parentes, com US$ 500 sendo usados para comprar os direitos de fotos de Marilyn Monroe feitas para um calendário em 1948. Originalmente Hefner tinha pensado em uma publicação chamada Stag Party ("despedida de solteiro"), tendo como mascote um cervo ("stag" em inglês designa cervo machos, mas também é aplicado para homens adultos), mas uma revista chamada Stag ameaçou processar. Então após considerar outros nomes Hefner foi de Playboy, que era o nome de uma marca de carros e também gíria para um estilo de vida e contratou o desenhista Arthur Paul para criar um mascote, que acabou sendo um coelho.
A primeira edição da Playboy foi lançada nas bancas de Chicago em novembro de 1953, com uma tiragem de 69 mil exemplares, mas sem nem ter data na capa, pois Hefner não sabia se conseguiria continuar a publicação. Mais de 50 mil cópias foram vendidas, então uma pequena editora independente chamada Empire News Co. decidiu apoiar a Playboy para torná-la uma publicação nacional, enquanto Hefner contratou repórteres, editores de arte, e publicitários para se tornar a equipe de produção da revista.

## Playboy pelo mundo

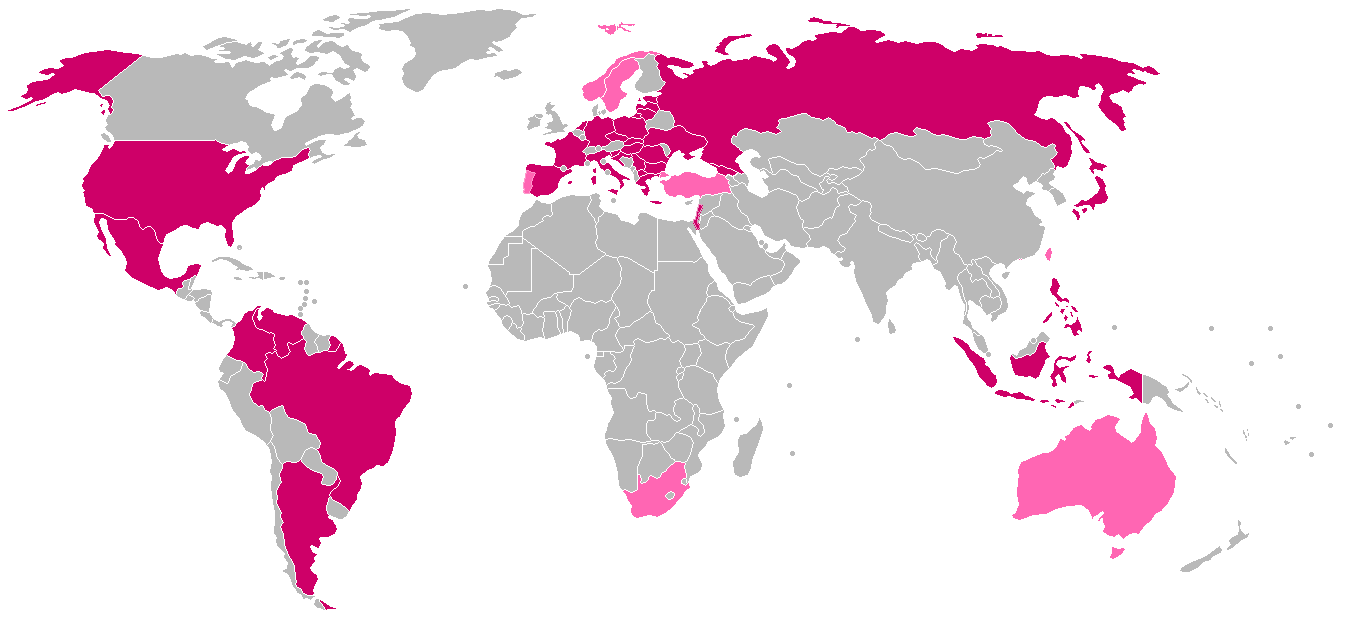
Em rosa-escuro, países com edições da revista; em rosa-claro, países que tiveram edições, mas não as têm mais; e em cinza, países que nunca tiveram edições.

A primeira edição internacional da Playboy foi lançada na Alemanha em 1972. A revista atualmente tem versões em 33 países e 30 idiomas, e mais de US$ 50 milhões são conseguidos no licenciamento da marca, cobrindo os prejuízos que a edição impressa tem nos EUA.
A edição brasileira foi criada em 1975 pela Editora Abril, embora com o título Revista do Homem pelo veto do governo militar ao nome Playboy, que só foi adotado na capa da publicação em 1978. Segundo o Código Penal Brasileiro, a fabricação de revistas com material obsceno com finalidades comerciais é proibida, de acordo com o artigo 234. No entanto, tal dispositivo legal não é aplicado na prática.
A Playboy portuguesa teve uma primeira edição através da editora Frestacom, que culminou no seu cancelamento do licenciamento em 2010, depois de publicar uma capa com a imagem de Jesus Cristo. Em 2011 a Playboy portuguesa ressurgiu através de uma nova editora, a Media Page, apresentando um registo e conceito diferente do anterior. A reestreia aconteceu em Maio, com a atriz Rita Pereira na capa. Sob a direcção de Marco António Reis, a revista apresentou uma equipe totalmente nova, composta por profissionais que trabalhavam nas revistas GQ e da Maxmen. A revista assumiu uma nova abordagem, com um posicionamento mais suave. Em 2015 a Playboy portuguesa passa a ser publicada pela editora Black Rabbit.
Uma edição indonésia da revista foi lançada em março de 2006, mas a controvérsia foi causada antes mesmo da publicação da primeira edição. A editora garante que o conteúdo da edição indonésia será diferente do conteúdo da edição norte-americana, mas mesmo assim o governo está tentando banir a revista do país usando leis antipornográficas, mas está sendo uma tarefa difícil, já que ao governo daquele país é proibido censurar qualquer forma de mídia. A revista é publicada desde então, embora sem ensaios de nudez.
No entanto, a revista é vendida em Hong Kong. O Japão possuía uma edição própria da revista até 2009, mas é proibido que as modelos mostrem sua região púbica nas fotos.[carece de fontes?]
Em 1986, a rede norte-americana de lojas de conveniência 7-Eleven baniu a revista de suas lojas. Em 2003, a Playboy voltou a ser comercializada nas lojas de tal rede.[carece de fontes?]
Em várias comunidades pequenas dos Estados Unidos a Playboy não é vendida nas lojas. Em outras comunidades, é vendida apenas em lojas de bebidas. Em comunidades onde a venda de bebidas alcoólicas é proibida, a venda de Playboy também costuma ser.[carece de fontes?]
A editora Frestacom, foi ainda em 2011 condenada por danos morais por publicar a foto de uma pessoa sem autorização. A Playboy não é vendida no estado de Queensland, Austrália. Aparentemente, toda a versão australiana da revista é separada por estados.[carece de fontes?]
A edição em braille da Playboy americana (que contém só reportagens) também quase foi proibida de circular.

## Edições daPlayboypelo mundo
- África do Sul (1993–1996; 2011-presente)
- Alemanha (1972-presente)
- Argentina (1985-1995, 2006-2018)
- Austrália (1979–2000, 2017-presente)
- Brasil (1975-2017)

- Bélgica (2006-presente)
- Bulgária (2002-presente)
- Canadá (1999-presente)
- Coreia do Sul (2017-presente)
- Croácia (1997-presente)
- Dinamarca (2021-presente)
- Eslováquia (1997-2002, 2005-presente)
- Eslovênia (2001-presente)
- Espanha (1978-2012-2017-presente)
- Estados Unidos (1953-presente)
- Estônia (2007-presente)[21]
- França (1973-2011-presente)
- Grécia (1985-2015)
- Geórgia (2007-2008)[22]
- Hong Kong (1986-1993)
- Hungria (1989-1993, 1999-presente)
- Indonésia (2006-2008)
- Israel (2013)
- Itália (1972-2003, 2008-presente)
- Japão (1975-2009)
- México (1976-1998, 2002-presente)
- Moldova (2011-presente)[10]
- Mongólia (2012-2015)
- Noruega (1998-1999)
- Países Baixos (1983-presente)
- Portugal (2009-2010), (2012-presente)
- Polônia (1992-presente)
- República Checa (1991-presente)
- Romênia (1999-presente)
- Rússia (1995-presente)
- Sérvia (2004-2015)
- Suécia (1998-1999,2017-presente)
- Taiwan (1990-2003)
- Turquia (1986-1995)
- Ucrânia (2005-presente)
- Venezuela (2006-presente)

## Leituras adicionais
- The Bedside Playboy. Chicago: Playboy Press, 1963 por Nick Stone.